# Peltzer & Fils
Peltzer & Fils war eine Tuch- und Lederfabrik mit Firmensitz in der Gemeinde Verviers in der Wallonischen Region der Provinz Lüttich. Sie wurde 1785 von Johann Heinrich Peltzer (1763–1809) aus Stolberg im Rheinland gegründet und 1981 von dem auf Billardtuche spezialisierten Unternehmen Iwan Simonis übernommen.

## Geschichte
Ende des 18. Jahrhunderts zog Johann Heinrich Peltzer, ein Nachkomme der protestantischen Kupfermeisterfamilie Peltzer, nach Verviers, wo er sich in dem zu jener Zeit noch unabhängigen Vorort Hodimont niederließ. Der Ort am rechten Ufer der Weser gehörte im Gegensatz zur Stadt Verviers noch zum Territorium der Österreichischen Niederlande, wo es Protestanten erlaubt war, sich niederzulassen.
Peltzer richtete dort zunächst eine Färberei („teinturier en bleu“) ein, die er wenige Jahre später um eine Weberei erweiterte. Durch seine Heirat mit Maria Franziska Susanne von dem Bruch (1772–1847), Tochter und einziges Kind des Tuchfabrikanten Paul von dem Bruch, erbte er zudem die „Tuchfabrik von dem Bruch“ am heutigen „Place Saucy“, die 1750 von dem Großvater seiner Frau, Abraham von dem Bruch aus Köln, ebenfalls in Hodimont gegründet worden war. Die Geschäfte liefen gut und bereits 1806 bedienten etwa 73 Arbeiter 55 Webstühle („métiers à tisser“).

### Lieutenant & Peltzer

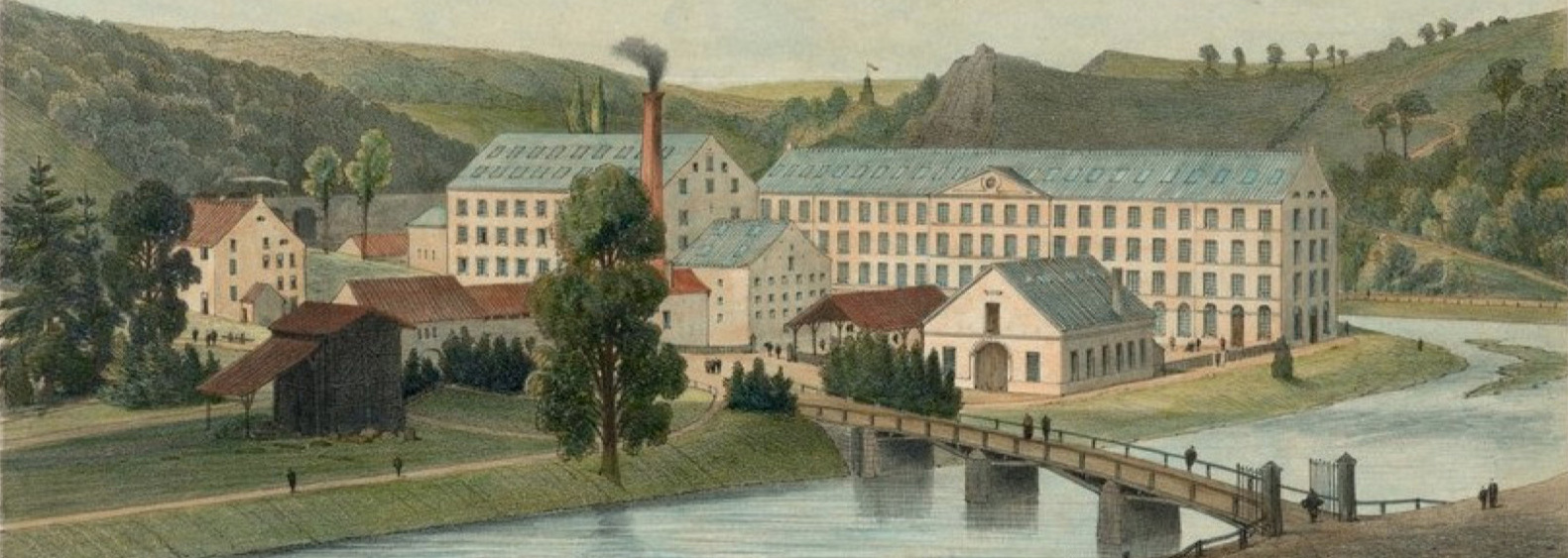
Lieutenant & Peltzer, Pepinster

Unerwartet früh starb Johann Heinrich Peltzer im Jahr 1809 mit nur 45 Jahren und hinterließ seine Frau und den noch unmündigen Sohn Henry Édouard Peltzer (1797–1866). Die Witwe führte daraufhin das Geschäft zunächst unter dem Namen „Veuve Peltzer & Fils“ („Witwe Peltzer & Sohn“) und nach ihrer Heirat mit Isaak Mayor als „Peltzer, Mayor & Cie.“ fort. Bereits wenige Jahre später ließ sich das Ehepaar jedoch scheiden und der Name „Mayor“ wurde wieder aus der Firmenbezeichnung gestrichen. Mittlerweile war der Sohn alt genug und entsprechend geschult, so dass er ab etwa 1820 die väterliche Fabrik übernehmen konnte. Dazu schloss er sich mit dem fast gleichaltrigen Henri Georges Eugène Lieutenant (1798–1845) zusammen, der eine Tuchfabrik am Weserknie im Ortsteil Le Mousset in Pepinster übernommen hatte. Beide führten das neue Gemeinschaftsunternehmen nun als „Lieutenant & Peltzer“ weiter.
In den folgenden Jahren florierte die Firma und konnte ab 1830, als das Gebiet offiziell in den neu gegründeten Staat Belgien eingegliedert worden war, um neue Betriebsstätten in den Vervierser Ortsteilen Gérardchamps in Verviers und Renoupré bei Andrimont erweitert werden. Um 1832 nahm das Unternehmen „Lieutenant & Peltzer“, das bisher auf die Herstellung von Wollstoffen und Leder spezialisiert gewesen war, als erste belgische Firma in dieser Branche die Produktion der sogenannten „Tissus Nouveautés“ bzw. „Étoffe Bonjean“ auf, womit Stoffe gemeint waren, deren Design und Farbe im Gegensatz zu Stoffen mit einheitlichem Ton, farblich variierten. Im Jahr 1840 erwarb das Unternehmen seine erste Dampfmaschine des Fabrikats Cockerill und konnte dadurch die Produktionszahlen weiter erhöhen. Bereits 1847 nahm „Lieutenant & Peltzer“ mit rund 1070 Arbeitern den zweiten Platz unter den Tuchfabriken von Verviers ein.
Wie zu jener Zeit in der Wollindustrie üblich, verwendete auch „Lieutenant & Peltzer“ als Rohstoff Schafvlies aus Frankreich, den Niederlanden, England, Russland, Österreich, Preußen, Sachsen und Spanien. Die Modernisierung der interkontinentalen Dampfschifffahrt ermöglichte dann auch die Einfuhr von Wolle aus Australien, Neuseeland, Südafrika, Argentinien und Uruguay nach London, wo sie auf dem Hauptmarkt der Tuchmacher versteigert wurde. Von dort konnte die ersteigerte Wolle dank des 1843 erfolgten Anschlusses von Verviers an das neue europäische Eisenbahnnetz Zeit- und Umstände sparend zum Werk transportiert werden.
Im Jahr 1848 schaffte sich „Peltzer & Lieutenant“  zudem eine Neuentwicklung aus England, den sogenannten „Klettenwolf“ („Échardonneuse“) an. Damit konnte die zwar billige, aber stark mit Kletten verunreinigte argentinische Wolle besser verarbeitet werden. Dieser Innovation, die nicht nur der dortigen Wollindustrie einen maßgeblichen Auftrieb bescherte, sondern auch dem ortsansässigen Maschinenbau, der seit den Tagen Cockerills als Zulieferindustrie für die Wollverarbeitung diente, folgten später weitere Unternehmen aus Verviers. Zur gleichen erweiterte „Lieutenant & Peltzer“ seine Handelsbeziehungen weltweit und richtete 1849 eine Zweigniederlassung in Buenos-Aires ein. Darüber hinaus entwickelte das Unternehmen selber bedarfsgerechte Spezialmaschinen und konnte 1852 seine neue „machine à laver  PELTZER“ vorstellen sowie 1857 den ersten eigenen Selfaktor in Betrieb nehmen, wodurch das Unternehmen beim Spinnvorgang unabhängig von Zulieferern wurde.
Nachdem 1845 der Mitgesellschafter Henry Lieutenant gestorben war, versuchte Henry Édouard Peltzer noch fast zwanzig Jahre lang das Unternehmen zusammen mit den Erben des Verstorbenen aufrechtzuerhalten. Wenige Monate vor seinem eigenen Tod im Jahr 1866 löste Peltzer dennoch diesen Kontrakt auf und führte sein Unternehmen mit seinen Vervierser Werken als Alleingesellschafter weiter. Lieutenant behielt dabei das Werk in Pepinster und baute es in den folgenden Jahren zu einer eigenständigen Volltuchfabrik aus. Im Jahr 1921 wurde dieses Werk unter dem Namen „Textile de Pepinster“ auf die in die Familie Lieutenant eingeheirateten Brüder Jules und Georges Regout übertragen und produzierte noch bis zu seiner Schließung im Jahr 1975.
Nach dem Tod Peltzers übernahmen seine Söhne Guillaume Auguste und Paul Nicolas Édouard Peltzer das Unternehmen Peltzer und sie firmierten fortan unter „Peltzer & Fils“. Ihr älterer Bruder, Philippe Henry Peltzer (1828–1902), stieg nicht in die Unternehmensleitung ein, sondern konzentrierte sich als Handelsvertreter vor allem auf die Auslandskontakte und die verschiedenen Tuchmärkte.

### Peltzer & Fils

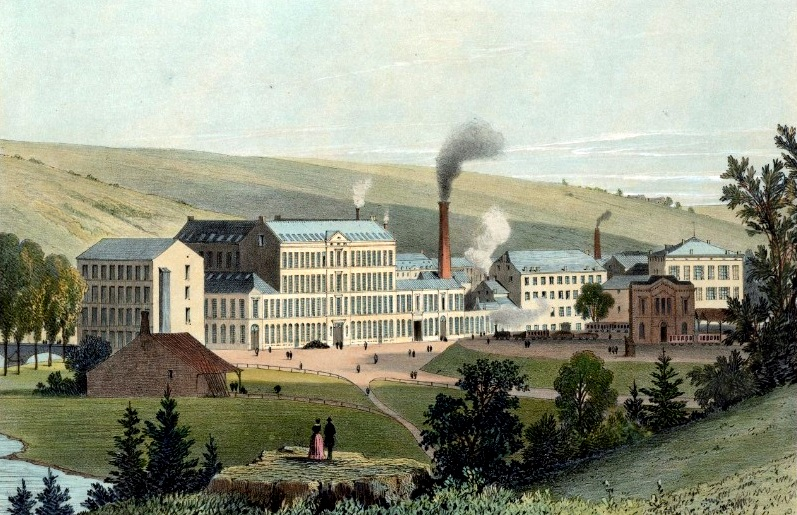
Peltzer & Fils, Verviers

Auguste Peltzer übernahm die Aufgaben eines Verwaltungsdirektors und forcierte eine strategische Expansions- und Modernisierungspolitik. Eine seiner ersten Maßnahmen war Ende der 1860er-Jahre die Übernahme der „Spinnerei Peters“, die als „Peltzer & Fils“ weitergeführt wurde, sowie die Einrichtung einer Schaflederfärberei unter der Firmierung „Peltzer & Cie.“, beide in der nur etwa 15 Kilometer entfernten Stadt Eupen, die zusammen mit dem Kreis Eupen im Jahr 1815 dem Preußischen Staat zugeteilt worden war.
Nachdem ab Mitte des 19. Jahrhunderts in vielen europäischen Ländern ein Wechsel der bisher üblichen Herstellung von Streichgarnprodukten auf Tuche aus Kammgarn vonstattenging, sah es das Unternehmen „Peltzer & Fils“ im Jahr 1876 ebenfalls als erforderlich an, auch ihren Betrieb um eine Kammgarnmühle zu erweitern. Der anfangs mit 5000 Spindeln ausgestattete neue Arbeitsbereich wuchs in den nächsten Jahren rasant auf 15.000 Spindeln an. Für diesen Erfolg erhielt das Unternehmen im Jahr 1879 den mit 6000 Belgischen Franken dotierten „Le Prix Gouvy et Deheselle“ der „Industrie- und Handelsgesellschaft Verviers“ („Société industrielle et commerciale de Verviers“), die 1863 unter anderem von Henry Édouard Peltzer mitgegründet worden war. Mit dieser Innovation erwarb sich „Peltzer & Fils“ zudem einen bedeutenden wirtschaftlichen Vorsprung vor der Tuchindustrie in Eupen, wo die Kammgarnproduktion erst ab etwa 1890 durch „Gülcher & Gand Ry“ angelaufen war und Peltzer bis dahin ein maßgeblicher Zulieferer für deren Tuchfabriken wurde. Zudem profitierte „Peltzer & Fils“ wie alle Unternehmen der Stadt Verviers von dem im Jahr 1867 begonnenen und 1878 fertiggestellten Bau der Gileppe-Talsperre, wodurch die Brauchwassermengen für die Industrie im Tal der Weser reguliert und somit die Unternehmen unabhängig von saisonalen Schwankungen wurden.

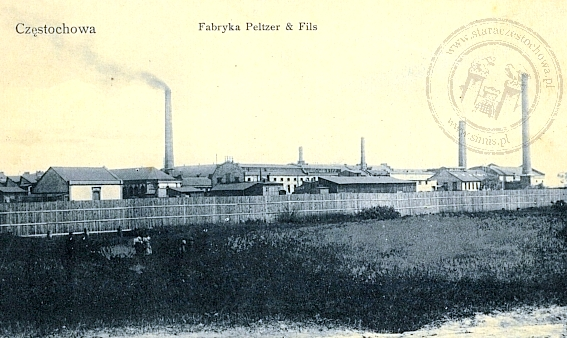
Peltzer & Fils, Tschenstochau

Schließlich folgte im Jahr 1885 als letzte Erweiterung der Firma noch die Einrichtung einer Tuchfabrik in Tschenstochau im damaligen Russland und heutigem Polen, die dort ebenfalls als „Peltzer & Fils“ firmierte.
Augustes Bruder und Mitgesellschafter Édouard Peltzer übernahm den Part eines technischen Direktors und war schwerpunktmäßig für die Ausstattung und Verwaltung der Werke in Gérardchamps und Renoupré sowie für die Filialen in Eupen und Tschenstochau, aber auch für die Vermarktung der Produkte zuständig. Das Gesamtunternehmen verstand sich als Volltuchfabrik und verfügte über alle notwendigen Verarbeitungsstufen für die Tuchherstellung, darunter Wäscherei, Karbonisieranstalt, Kämmerei, Kammgarnspinnerei, Streichgarnspinnerei, Weberei, Appretur und Färberei. Der Stellenwert von „Peltzer & Fils“ lässt sich beispielsweise am Umfang der 1892 gezahlten Lohnsumme erkennen, die sich auf 1.973.055 Belgische Franken belief.
Nach dem Tod von Guillaume Auguste im Jahr 1893 stiegen zunächst dessen vier Söhne Paul (1859–1920), Georges (1861–1932), Auguste (1865–1936) und René Peltzer (1869–1947) als Mitgesellschafter in das Gesamtunternehmen ein, in das nach Paul Henry Édouards Ableben im Jahr 1903 noch dessen Sohn Édouard Peltzer einstieg.
Im Jahr 1931 wurde „Peltzer & Fils“ mit seinen rund 2.200 Mitarbeitern in eine Aktiengesellschaft nach belgischem Recht (Société Anonyme / S.A.) umgewandelt, die schließlich 1965 von der Firma Iwan Simonis übernommen wurde. Dieses 1680 ebenfalls in Verviers gegründete Unternehmen war selbst erst 1922 in eine Aktiengesellschaft überführt worden und hatte sich mittlerweile auf exklusive Bettwäsche und kostbare Billardtuche spezialisiert.

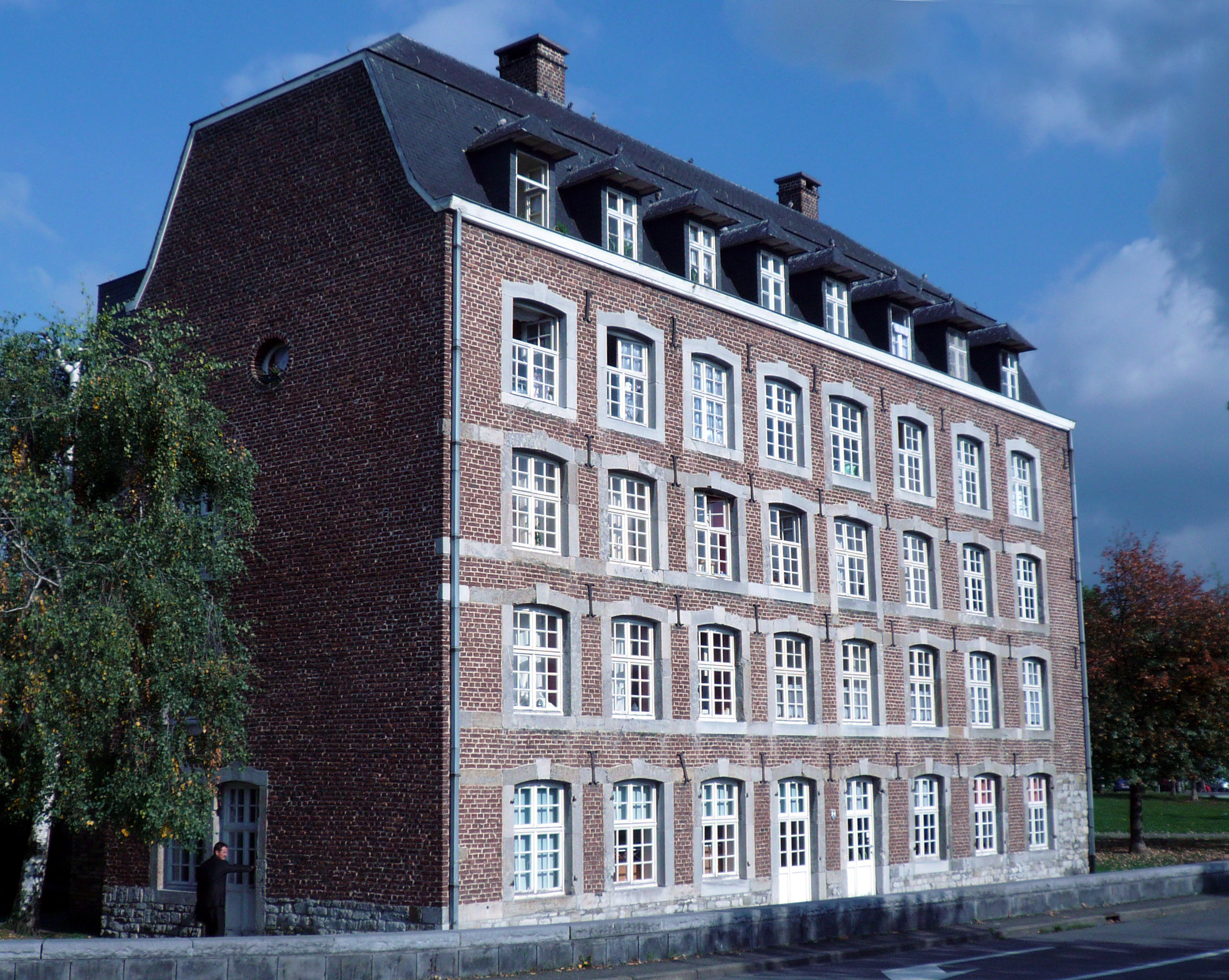
Tuchverlegergebäude Verviers (2005)

Als letzte der Familie waren Augustes Enkel André Peltzer (1882–1966) und Urenkel Georges Peltzer (* 1924) für das Unternehmen tätig. André Peltzer war zudem Präsident des belgischen Zentralen Wollkomitees, wurde 1957 zum Ritter geschlagen und erhielt den Titel eines Barons. Georges Peltzer war der letzte Verwaltungsratsvorsitzende der Holding „Peltzer et Fils“ und wurde 2001 zum Ehrenbürger von Verviers ernannt.
In Verviers ist heute noch das aus dem 18. Jahrhundert stammende Produktionsgebäude des Unternehmens von Peltzer erhalten geblieben, das zunächst 1924 von Jean Closset erworben und 1972 von der Stadt Verviers aufgekauft wurde. Nach grundlegenden Restaurierungen beherbergt nun das Haus seit 1982 Sozialwohnungen und Büros. An seine ursprüngliche Verwendung erinnert lediglich die vor der Fassade aufgestellte Stoffwaschanlage. Das Haus und die Geschichte der Tuchfabrik „Peltzer & Fils“ sind Teil der Wollroute, einer länderübergreifenden Initiative zur historischen Aufarbeitung der ehemaligen Tuchindustrie. Ebenso finden sich Aufzeichnungen im „Touristischen Zentrum für Wolle und Mode“ in Verviers, einer musealen Dauerausstellung in einer alten restaurierten Fabrik im Zentrum der Stadt.